# Австрия на «Евровидении-2007»
Австрия на Евровидении-2007, которое прошло в Финляндии, выступала в 43-й раз. Страну представлял Эрик Папилайа с песней Get A Life — Get Alive.

## Исполнитель
Исполнитель и песня были выбраны внутренним отбором. Эрик Папилайа прошёл отбор на шоу Starmania на телеканале ORF, выйдя в финал, где исполнял композицию собственного сочинения — балладу под названием Alles, Was Du Bist. На Евровидение он выбрал песню под названием «Get A Life — Get Alive», которая стала гимном борьбы против СПИДа и гимном фестиваля Life Ball. Своим участием и своей песней Эрик также пытался призвать европейское сообщество к большей терпимости по отношению к мигрантам: индонезиец по отцу, Эрик часто слышал в свой адрес националистические оскорбления.

## Выступление
В полуфинале Австрия выступала под номером 27. Концертный номер включал в себя появление Эрика из красной ленты (символа борьбы против СПИДа), создаваемой из четырёх бэк-вокалистов и танцоров. Костюм исполнителя был создан Вивьен Вествуд и содержал 2000 кристаллов Сваровски. На разработку конструкции ленты и красных костюмов для вокалистов и танцоров ушло 700 метров красных перьев и ещё около 14 тысяч кристаллов.
Всех участников конкурса «Евровидение-2007» оценивал русскоязычный интернет-проект «Евровидение-Казахстан», выставляя по 10-балльной шкале оценки за инструментальную версию песни, текст и вокальные данные. В целом сайт полагал, что зрителю будет очень сложно понять тот факт, что песня является гимном анти-СПИД общества и движения Life Ball. Автор сайта Андрей Михеев скептически оценивал возможности Эрика Папилайя выйти в финал, полагая, что песня не оставит след в конкурсе:

- Музыка: Коммерческий американизированый поп-рок. 5/10
- Текст: О том, что данная песня является гимном благотворительного анти-СПИД общества, можно догадаться с большим трудом. 7/10
- Вокал: Живое исполнение на Стармании было неплохим, но без особой звездности. 7/10
- Итог: Сразу вопрос, а стоило ли вообще возвращаться, даже если разрядить Эрика в костюмы Лорди, этой песне будет чрезвычайно сложно оставить какой-то след в конкурсе... 6/10

Председатель российского фан-клуба OGAE Антон Кулаков также скептически оценивал номер, предполагая, что австрийцы «сами не поняли», зачем возвращались на конкурс после отказа от участия в 2006 году:

- Музыка: Довольно неплохо, но достаточно шаблонно. 7/10
- Текст: Социальные наставления. Явного противостояния СПИДу не вижу. Пи-ар ход наверное. 6/10
- Вокал: Чуть выше среднего. 6/10
- Итог: Вернулись и сами не поняли, зачем.

Австрия ожидаемо не прошла в финал, набрав только 4 балла. В полуфинале ей 3 балла присудила  Швейцария и ещё один балл  Андорра. В следующий раз Австрия приняла участие в конкурсе только в 2011 году.

## Голоса зрителей
| 12 баллов | Сербия    |
| 10 баллов | Турция    |
| 8 баллов  | Венгрия   |
| 7 баллов  | Хорватия  |
| 6 баллов  | Болгария  |
| 5 баллов  | Македония |
| 4 балла   | Польша    |
| 3 балла   | Албания   |
| 2 балла   | Словения  |
| 1 балл    | Латвия    |

| 12 баллов | Сербия               |
| 10 баллов | Турция               |
| 8 баллов  | Босния и Герцеговина |
| 7 баллов  | Германия             |
| 6 баллов  | Болгария             |
| 5 баллов  | Армения              |
| 4 балла   | Украина              |
| 3 балла   | Румыния              |
| 2 балла   | Венгрия              |
| 1 балл    | Македония            |